# Wieża (tarot)
Wieża (Wieża Boga) – karta tarota należąca do Arkanów Wielkich, oznaczana numerem 16 (XVI).
Inne nazwy: Baszta, Twierdza, Dom Boga, Wieża Babel, Ogień, Strzała, Zamek Plutona, Władca Armii.

## Wygląd
Karta przedstawia wysoką ceglaną wieżę, trafioną piorunem bądź językiem ognia z nieba. Na wizerunku widać przewracającą się górną część wieży, czasem jest widoczny pożar wewnątrz konstrukcji. Najczęściej widać także spadające z wieży postacie ludzkie.

## Znaczenie
Jest to jedna z najbardziej złowróżbnych kart tarota, o znaczeniu podobnym, jak stereotypowa interpretacja karty Śmierć. Oznacza niespodziewane całkowite zniszczenie, utratę własności, problemy uczuciowe, także poważną chorobę. Symbolizuje także rozpacz po utracie czegoś wartościowego.

## Galeria

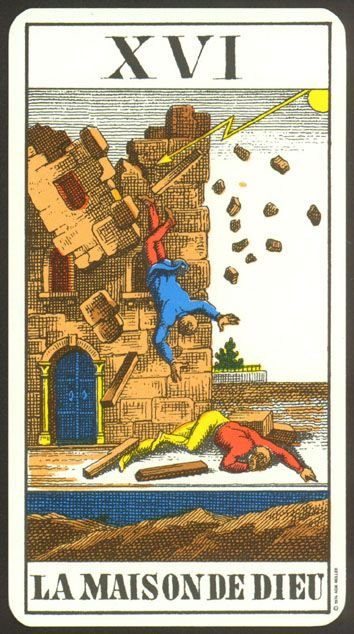
Dom Boga z talii tarota 1JJ (tarot szwajcarski)
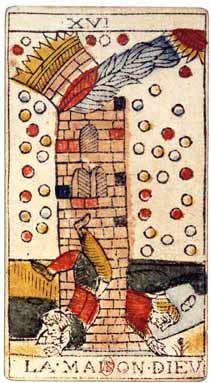
Dom Boży z talii tarota marsylskiego Jeana Dodala (XVIII wiek)
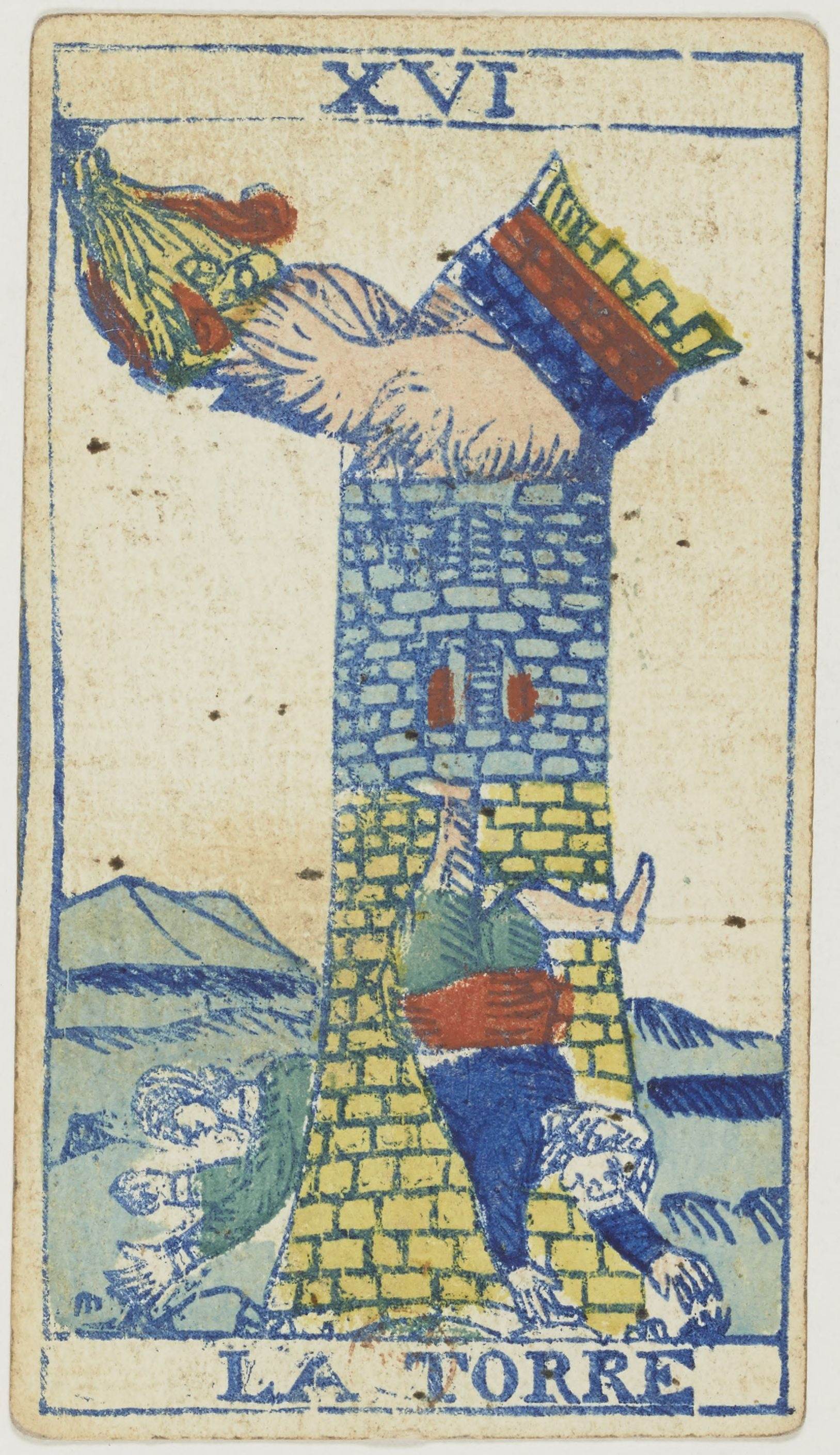
Wieża z talii Tarocco Piemontese (1865)
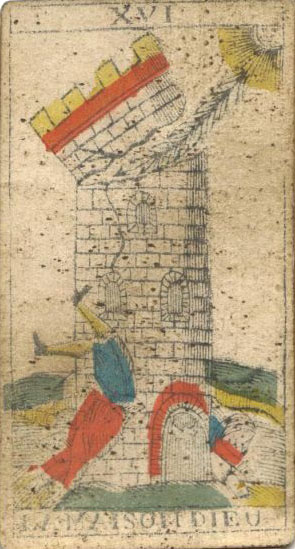
Wieża z talii de Besançon (XIX wiek)
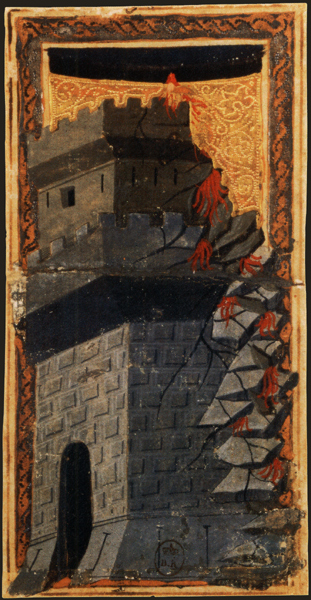
Dom Boga z talii Karola VI (XV wiek).
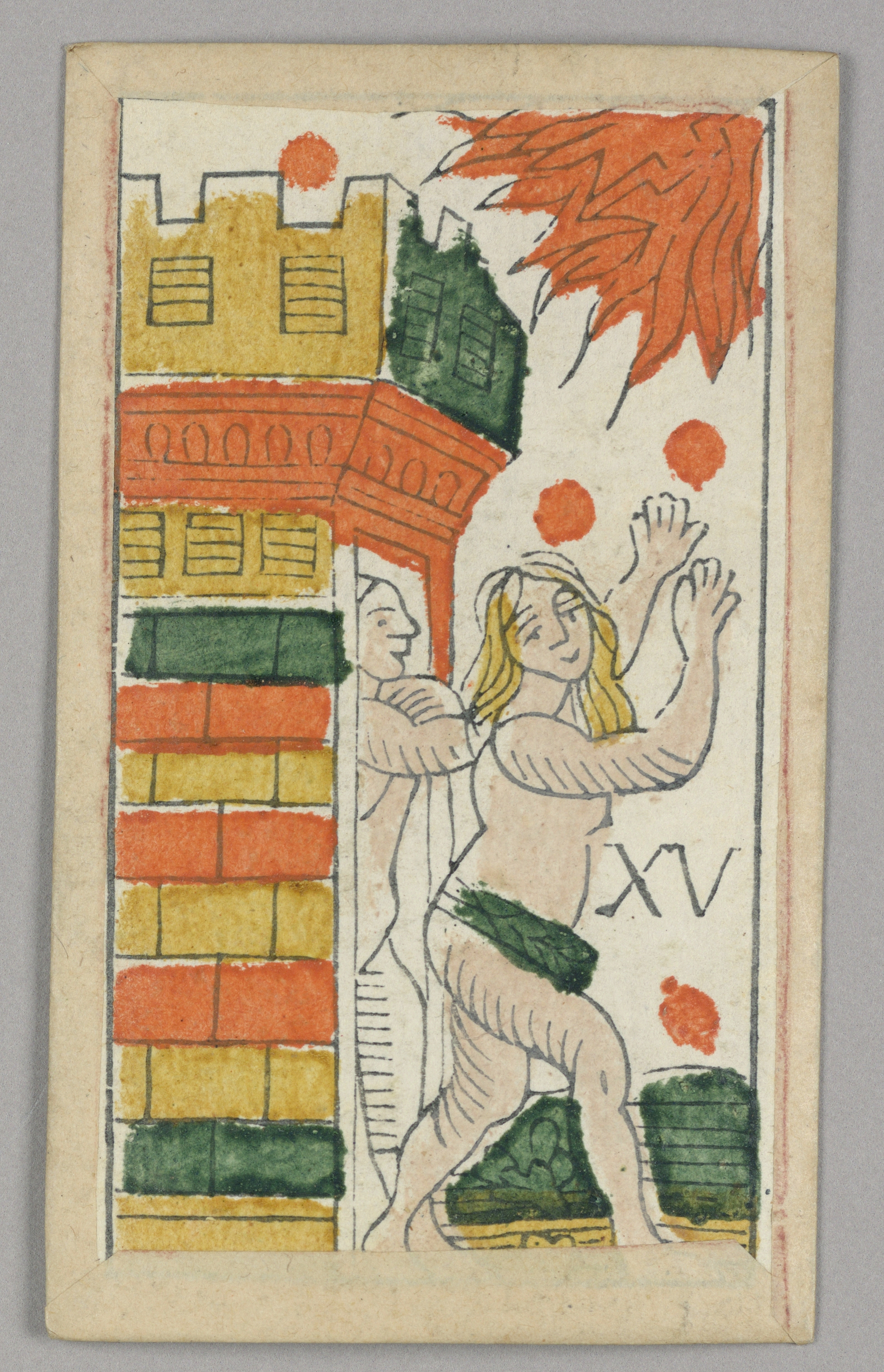
Dom Diabła z wczesnej talii Minchiate
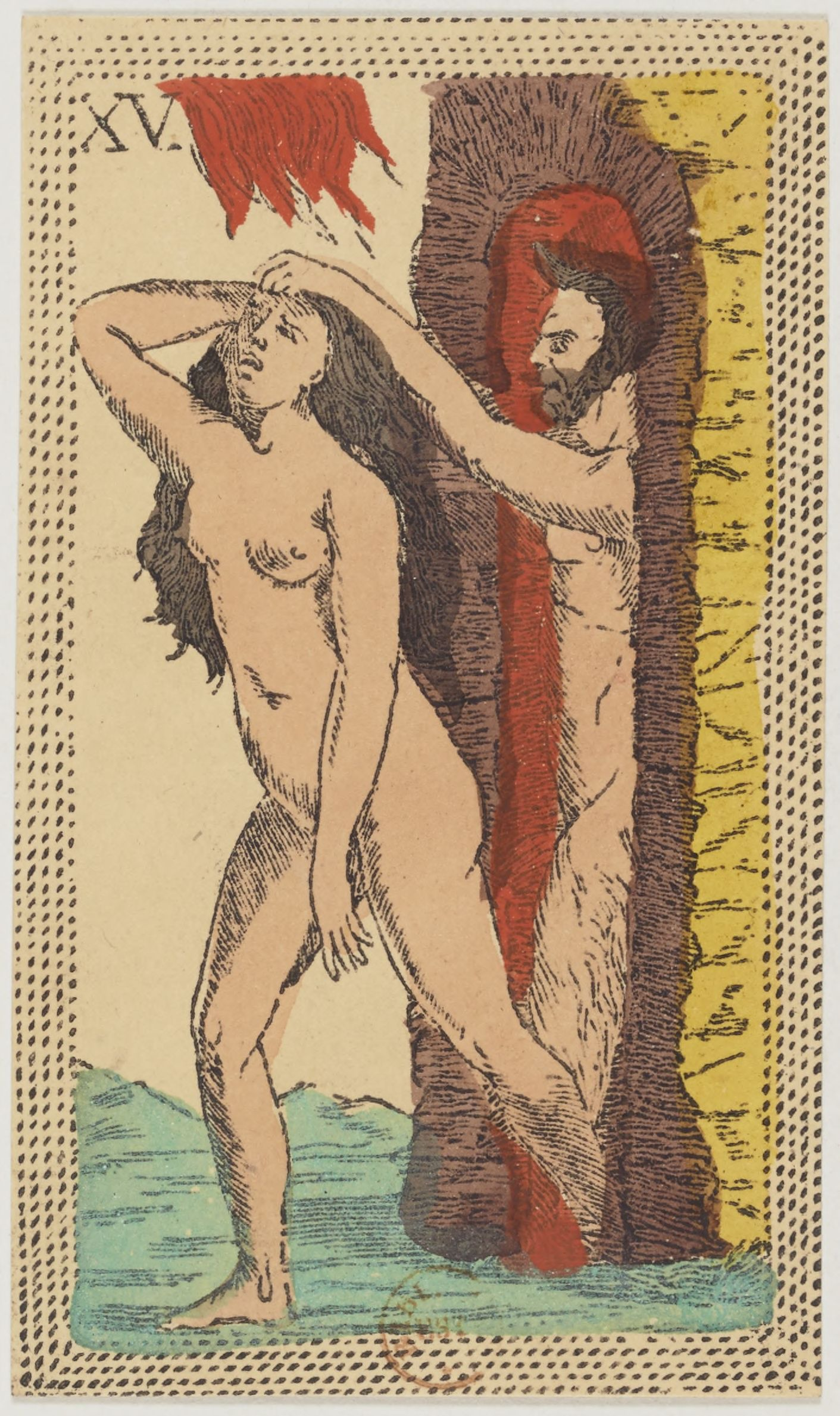
Dom Diabła z talii Minchiate di Florence
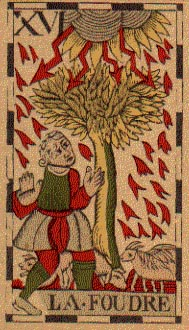
Piorun